# Čínská čtvrť (film)
Čínská čtvrť (v anglickém originále Chinatown) je americký kriminální neo-noir film z roku 1974. Režisérem filmu je Roman Polanski. Hlavní role ve filmu ztvárnili Jack Nicholson, Faye Dunawayová, John Huston, Perry Lopez a John Hillerman.

## Ocenění
Film získal Oscara za nejlepší scénář. Jack Nicholson získal za svou roli v tomto filmu Zlatý glóbus a cenu BAFTA a byl nominován na Oscara. Faye Dunawayová byla za svou roli nominována na Oscara, Zlatý glóbus a cenu BAFTA. John Huston byl za svou roli nominován na Zlatý glóbus a cenu BAFTA. Film dále získal tři Zlaté glóby (v kategoriích nejlepší film-drama, režie a scénář) a dvě ceny BAFTA (kategorie nejlepší režie a scénář). Film byl dále nominován na osm Oscarů (kategorie nejlepší film, režie, kamera, výprava, kostýmy, zvuk, střih, hudba), jeden Zlatý glóbus (kategorie nejlepší hudba) a šest cen BAFTA (kategorie nejlepší výprava, kamera, kostýmy, film, střih, hudba).

## Obsazení
| Jack Nicholson   | J.J.Gittes           |
| Faye Dunawayová  | Evelyn Cross Mulwray |
| John Huston      | Noah Cross           |
| Perry Lopez      | Lou Escobar          |
| John Hillerman   | Russ Yelburton       |
| Darrell Zwerling | Hollis I. Mulwray    |
| Diane Ladd       | Ida Sessions         |
| Roy Jenson       | Claude Mulvihill     |